# Красноглинне
Красноглинне (рос. Красноглинное) — село у Новосибірському районі Новосибірської області Російської Федерації.
Входить до складу муніципального утворення Толмачовська сільрада. Населення становить 1382 особи (2010).

## Історія
Згідно із законом від 2 червня 2004 року органом місцевого самоврядування є Толмачовська сільрада.

## Населення
| 2002 | 2007  | 2010  |
| ---- | ----- | ----- |
| 1218 | ↗1347 | ↗1382 |